# Províncias de Cuba
Administrativamente, Cuba é dividida em 15 províncias e um município especial.

## Lista de províncias
De oeste para leste, as províncias de Cuba são:
1. Pinar del Río
2. Artemisa
3. Cidade de Havana
4. Mayabeque
5. Matanzas
6. Cienfuegos
7. Villa Clara
8. Sancti Spíritus
9. Ciego de Ávila
10. Camagüey
11. Las Tunas
12. Granma
13. Holguín
14. Santiago de Cuba
15. Guantánamo
16. Isla de la Juventud, um "município especial". A Isla de la Juventud era conhecida até à década de 1970 como Isla de Pinos.

## História
Antes de 1976, Cuba foi dividida nas seguintes províncias (de oeste para leste):
1. Pinar del Río
2. La Habana, contém as províncias de La Habana e inclui a cidade de Havana
3. Matanzas
4. Las Villas (antes de 1940, "Santa Clara"), contendo nos dias atuais as províncias de Cienfuegos, Villa Clara e Sancti Spíritus
5. Camagüey (antes de 1899, "Puerto Príncipe"), contendo nos dias atuais as províncias de Camagüey and Ciego de Ávila
6. Oriente (antes de 1905, "Santiago de Cuba"), contendo nos dias atuais as províncias de  Las Tunas, Granma, Holguín, Santiago de Cuba e Guantánamo

## Demografia
Pop. = Population. Source: Cuba census 2002 
| Província           | Capital               | Pop. (2005) | Pop. (%) | Área (km²) | Área (%) | Densidade |
| ------------------- | --------------------- | ----------- | -------- | ---------- | -------- | --------- |
| Camagüey            | Camagüey              | 768 311     | 7.02     | 15 386,16  | 13.2     | 50.22     |
| Ciego de Ávila      | Ciego de Ávila        | 424 750     | 3.68     | 6 971,64   | 5.6      | 60.70     |
| Cienfuegos          | Cienfuegos            | 400 768     | 3.54     | 4 188,61   | 3.9      | 94.54     |
| La Habana           | Havana                | 2 154 454   | 19.70    | 728.26     | 0.7      | 3 053,49  |
| Granma              | Bayamo                | 830 645     | 7.36     | 8 374,24   | 7.9      | 98.20     |
| Guantánamo          | Guantánamo            | 506 369     | 4.54     | 6 167,97   | 6.0      | 82.22     |
| Holguín             | Holguín               | 1 027 683   | 9.14     | 9 215,72   | 8.5      | 109.90    |
| Isla de la Juventud | Nueva Gerona          | 84 263      | 0.77     | 2 419,27   | 2.1      | 35.78     |
| Artemisa            | Artemisa              | 487 339     | 4.49     | 4 003,24   | 3.75     | 125.5     |
| Las Tunas           | Las Tunas             | 525 729     | 4.70     | 6 592,66   | 6.0      | 79.77     |
| Matanzas            | Matanzas              | 679 314     | 6.00     | 11 791,82  | 10.0     | 56.80     |
| Mayabeque           | San José de las Lajas | 371 198     | 3.41     | 3 743,81   | 3.49     | 102.2     |
| Pinar del Río       | Pinar del Río         | 585 452     | 5.32     | 8 883,74   | 8.32     | 67.00     |
| Sancti Spíritus     | Sancti Spíritus       | 462 114     | 4.12     | 6 777,28   | 6.3      | 68.33     |
| Santiago de Cuba    | Santiago de Cuba      | 1 053 837   | 9.27     | 6 227,78   | 5.9      | 168.32    |
| Villa Clara         | Santa Clara           | 783 708     | 7.31     | 8 441,81   | 7.6      | 97.17     |
| Cuba                | Havana                | 11 163 934  | 100      | 109 884,01 | 100      | 101.72    |

## Presidentes das Assembleias do Poder Popular Provincial
Presidentes das Assembleias do Poder Popular Provincial em cada província do país (Presidente de município).
| Província           | Presidente da Assembleia Provincial |
| ------------------- | ----------------------------------- |
| Camagüey            | Jesús Arturo García Collazo         |
| Ciego de Ávila      | Agustín Gregorio Arza Pascual       |
| Cienfuegos          | Rolando Díaz González               |
| La Habana           | Marta Hernández Romero              |
| Granma              | Jesús Antonio Infante López         |
| Guantánamo          | Luis Fernando Navarro Fernández     |
| Holguín             | Alberto Olivera Fis                 |
| Isla de la Juventud | Roberto Unger Pérez                 |
| Mayabeque           | Armando Cuellar Domínguez           |
| Artemisa            | Raúl Rodríguez Cartaya              |
| Las Tunas           | Víctor Luis Rodríguez Carballosa    |
| Matanzas            | Nilo Tomás Díaz Fundora             |
| Pinar del Río       | Vidal Pérez Baños                   |
| Sancti Spíritus     | Fidel Pérez Luzbert                 |
| Santiago de Cuba    | Rolando Yero García                 |
| Villa Clara         | Alexander Rodriguez Rosada          |